# Calathus scolopax
Calathus scolopax är en skalbaggsart som beskrevs av Thomas Casey. Calathus scolopax ingår i släktet Calathus och familjen jordlöpare. Inga underarter finns listade i Catalogue of Life.